# Moca (Jerozolima)
Moca (hebr. מוצא) – osiedle położone w zachodniej części Jerozolimy (Zachodnia Jerozolima), w Izraelu.
Leży w górach Judzkich na wysokości 600 m n.p.m., w otoczeniu zalesionych wzgórz wznoszących się nad autostradą nr 1. W jej pobliżu znajdują się miasteczko Mewasseret Cijjon, wioska Moca Illit, moszaw Bet Zajit oraz jerozolimskie dzielnice Har Nof i Giwat Sza’ul.

## Historia

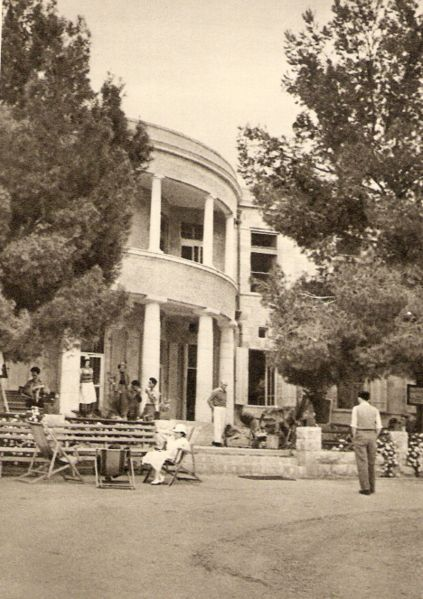
Sanatorium „Arza” w 1934

Wykopaliska archeologiczne odkryły, że w starożytności istniała w tym miejscu osada o tej samej nazwie, co obecnie. W owym czasie miejsce to było oddalone o 7 km na zachód od granic ówczesnej Jerozolimy. O tej osadzie wspomina Talmud (Mesechta Succah 45a), jako o miejscu, skąd przynoszono gałęzie wierzbowe na święto Sukkot.
Współczesna osada powstała w 1859 na ziemi zakupionej przez Saula Jehudę od arabskich rolników z pobliskiej wsi Colonia. Przy zakupie ziemi pomocy udzielił brytyjski konsul James Finn. Osiedliło się tutaj kilka rodzin żydowskich z Jerozolimy. Mieszkańcy pracowali w pierwszym zakładzie, jaki powstał w regionie – był to zakład produkujący dachówki. W 1871 Joszua Jellin założył karawanseraj. Pomimo to osada kłopotała się z poważnymi trudnościami finansowymi. W 1898 wioskę odwiedził przywódca ruchu syjonistycznego Theodor Herzl, który wysunął propozycję założenia tutaj plantacji cyprysów. W następnych latach założono taką plantację drzew, która nadała temu miejscu wyjątkowy charakter. Zainspirowany urokiem wioski Dawid Remez, założył tutaj sanatorium „Arza”. W owym czasie w Mocy mieszkali wyłącznie Żydzi. Była to jedyna żydowska wieś w całej okolicy
Dobre stosunki z arabskimi sąsiadami zakończyły się w 1929, kiedy kilkunastu Arabów z pobliskiej wioski Colonia zaatakowało odosobniony dom należący do rodziny Maklef – zginął ojciec, matka, syn, dwie córki i ich dwoje gości. Troje dzieci uciekło przez tylne okno i dzięki temu przeżyło. Jedno z nich, Mordechaj Maklef został później szefem personelu Sił Obronnych Izraela. Napastnicy zabili także samotnego policjanta i pasterza zatrudnionego przez rodzinę Maklef. Od tych wydarzeń wioska była broniona przez uzbrojonych Żydów przez cały czas. Podczas wojny domowej w Mandacie Palestyny w kwietniu 1948 oddziały żydowskiej Hagany zdobyły i zniszczyły okoliczne arabskie wioski.
W 1933 tutejsi mieszkańcy założyli sąsiadującą wioskę Moca Illit. W miarę upływu czasu, rozwijająca się Jerozolima wchłonęła Mocę do miasta. Obecnie jest to niewielkie osiedle słynące z najstarszej winnicy w Izraelu.

## Komunikacja
Przy osiedlu przebiega autostrada nr 1  (Tel Awiw–Jerozolima).